# Ibatia harleyi
Ibatia harleyi är en oleanderväxtart som först beskrevs av Fontella och Morillo, och fick sitt nu gällande namn av Morillo. Ibatia harleyi ingår i släktet Ibatia och familjen oleanderväxter. Inga underarter finns listade i Catalogue of Life.